# 宮内伊織
宮内 伊織（みやうち いおり、1997年6月12日 - ）は、日本の俳優、歌手。劇団番町ボーイズ☆、銀河団 from 劇団番町ボーイズ☆、Night Ravensのメンバー。
京都府出身。RED ACTORS（旧TDM）所属。

## 人物
- 趣味はボルダリング、釣り [1]。特技は新空手（キックボクシング）[1]。
- Instagramではよく料理の腕前を披露。
- 1番好きな食べ物は 〆さば

## 出演

### 舞台
- 舞台『ギヴン』（2021年11月20日 - 23日、京都劇場 / 11月27日 - 30日、シアター1010） - 鹿島柊 役
  - 舞台『ギヴン 海へ』（2025年5月）[2]
- ジュエルステージ「オンエア！」 - 浮間志朗 役
  - ジュエルステージ「オンエア！」（2022年6月3日 - 12日、シアターGロッソ）[3]
  - ジュエルステージ「オンエア！」〜Unit Story side Re:Fly〜（2023年7月15日 - 8月6日、品川プリンスホテル クラブeX）
  - ジュエルステージ『オンエア！』～Unit Story side Hot-Blood～（2023年10月5日 - 29日、 Theater Mixa）[4]
- Uzume第10回公演「ホシガクレ」（2023年3⽉8⽇ - 12⽇、テアトルBONBON）- 主演
- 舞台「鬼神の影法師」-黎明編- （2023年11月29日 - 12月6日、あうるすぽっと） - 梛葵 役[5]
  - 舞台「鬼神の影法師」-玲瓏万華篇-（2024年6月13日 - 23日、あうるすぽっと）[6]
  - 舞台「鬼神の影法師」-千年双月篇-（2025年1月9日 - 21日、あうるすぽっと）[7]
- 新ミュージカル『スタミュ』（2024年1月19日 - 28日、品川プリンスホテル ステラボール / 2月3日・4日、京都劇場） - 天花寺翔 役[8]
  - 新ミュージカル『スタミュ』-2ndシーズン-（2025年3月1日 - 9日、シアターH / 3月15日・16日、COOL JAPAN PARK OSAKA WWホール）[9]
  - 新ミュージカル『スタミュ』スピンオフ『MIRACLE REVUE』（2025年9月27日 - 10月5日〈予定〉、天王洲 銀河劇場 / 10月12日・13日〈予定〉、サンケイホールブリーゼ）[10]
- ミュージカル「DREAM!ing〜FUN!:C'est la vie〜」 （2024年3月23日 - 30日、品川プリンスホテル ステラボール） - 久磨凛太朗 役[11]
- SUPERNOVA stage005『遠く吠えて花火をあげる』（2024年5月22日 - 6月2日、王子小劇場） - ウツロ 役[12]
- Casual Meets Shakespeare「MACBETH SC」（2024年9月26日 - 10月6日、新宿村LIVE）[13]
- ミュージカル「DREAM!ing～White Maze～」（2024年12月、飛行船シアター） - 久磨凛太朗 役[14]
- 体験型演劇「ガリレオの目-それでも地球は-」（2025年8月13日 - 17日、シアター・アルファ東京）[15]

### イベント
- 舞台『ギヴン』アンコールイベント（2022年2月27日、スペース・ゼロ）※ゲスト
- 優良会員限定サロン vol.5～あかんあかん26歳になっちゃう前にひと騒ぎじゃい～（2023年3月26日、新大久保エンタメカフェ）※第3部ゲスト
- ミュージカル『DREAM!ing〜After Party〜』（2025年8月9日、ニッショーホール） - 久磨凛太朗 役[16]

### ドラマ
- トドメの接吻（2018年1月7日　- 3月11日、日本テレビ） - 学生・記者・ホスト役
- 新・ミナミの帝王 第18作「バイトテロの誘惑」（2020年1月13日、関西テレビ）
- 監察医 朝顔 第9話（2020年12月28日、フジテレビ） - 橘凛太朗 役[17]

### 映画
- ヒノマルソウル〜舞台裏の英雄たち〜（2021年6月18日、東宝）[注 1]。

### CM
- アサヒ飲料「三ツ矢サイダー」（2018年3月）- 陸上部学生 役
- 資生堂WEBCM（2018年4月）- 通行人 役

### その他
- ショートムービー『コインランドリーズ』（2023年3月、Amazon Prime Video）